# فیلیپ گریفیتس
 فیلیپ گریفیتس (انگلیسی: Phillip Griffiths؛ زادهٔ ۱۸ اکتبر ۱۹۳۸) یک دانشمند اهل ایالات متحده آمریکا است.
وی همچنین برنده جوایزی همچون کمک هزینه گوگنهایم شده‌است.